# Tropie (województwo podkarpackie)
Tropie – wieś w Polsce położona w województwie podkarpackim, w powiecie strzyżowskim, w gminie Strzyżów.
| SIMC    | Nazwa  | Rodzaj    |
| ------- | ------ | --------- |
| 0663108 | Góra   | część wsi |
| 0663114 | W Dole | część wsi |

Wieś istniała przed 1419, pod taką datą wzmiankowany jest Sebastian de Troppe (z Tropi). Położona na północny wschód od Strzyżowa, na terenie Strzyżowsko-Sędziszowskiego Obszaru Chronionego Krajobrazu, na pagórkowatym terenie (najwyższe wzniesienie 381 m n.p.m.).
W latach 1975–1998 miejscowość położona była w województwie rzeszowskim.